# William Mundy (homme politique)
Pour les articles homonymes, voir Mundy.
William Mundy (14 septembre 1801 - 20 avril 1877) est le fils de Francis et Sarah Mundy. Il est juge de paix, député et, en 1844, high sheriff du Derbyshire.

## Biographie
William est le fils de Francis Mundy, député de Derby. Sa sœur, Constance, fut mariée à William Henry Fox Talbot, le photographe. Sa sœur, Laura, mourut le 1er septembre 1842 à Londres.
En 1856, il fut président du Derby Town and County Museum and Natural History Society, qui devint plus tard le Derby Museum and Art Gallery. La collection de cette organisation s'agrandit et en 1856, Mundy les offrit une première fois à la ville, mais l'offre fut déclinée.